# Władysław Jerzykiewicz
Władysław Jerzykiewicz (ur. 23 maja 1837 w Szamotułach, zm. 4 sierpnia 1920) – polski przedsiębiorca, poseł na sejm pruski.

## Życiorys
Był synem kupca Jana Nepomucena Jerzykiewicza oraz Emilii z Krajewskich. Rodzina żyła w skromnych, wręcz biednych warunkach. W 1842 zmarł mu ojciec i matka pozostała sama z czwórką dzieci. Około 1863, kiedy jego bracia Bolesław i Wincenty, walczyli w powstaniu styczniowym po przekroczeniu granicy zaboru rosyjskiego, rozpoczął prowadzenie działalności gospodarczej w Poznaniu. Posiadał doświadczenie z różnych dziedzin handlu, m.in. w obrocie tekstyliami. Po 1870 poświęcił się w dużym stopniu działalności społecznej i gospodarczej. Założył wspólnie z Bogusławem Maciejem Herse Dom Mody Bogusław Herse w Warszawie. Był też współzałożycielem i członkiem rady nadzorczej Teatru Polskiego w Ogrodzie Potockiego S.A. Zakładał też spółkę budowlaną Pomoc. Był współinicjatorem założenia Banku Włościańskiego w Poznaniu oraz Banku Ziemskiego, wspomagającego wykup ziemi dla Polaków w dobie działalności HaKaTy. Był przewodniczącym rady nadzorczej Towarzystwa Akcyjnego H.Cegielski. Był także dyrektorem Dziennika Poznańskiego. Od 1899 do 1908 był posłem na sejm pruski.

## Życie prywatne
Jego żoną była Zofia Krąkowska (1842-1919), z którą miał dwie córki: Barbarę i Marię. Ślub odbył się w poznańskim kościele św. Marcina w 1862.